# Биндлах
Биндлах (њем. Bindlach) општина је у њемачкој савезној држави Баварска. Једно је од 33 општинска средишта округа Бајројт. Према процјени из 2010. у општини је живјело 7.211 становника. Посједује регионалну шифру (AGS) 9472119.

## Географски и демографски подаци
Биндлах се налази у савезној држави Баварска у округу Бајројт. Општина се налази на надморској висини од 362 метра. Површина општине износи 37,6 km².

## Становништво
У самом мјесту је, према процјени из 2010. године, живјело 7.211 становника. Просјечна густина становништва износи 192 становника/km².